# Георги Давидов (футболен съдия)
Георги Давидов е международен футболен съдия от Велико Търново.

## Биография
Възпитаник на „Спортно училище Велико Търново“ преминал през футболните школи на ФК Етър и ПФК Видима-Раковски (Севлиево).
Футболен съдия от 2006 г. към Великотърновска съдийска колегия. Дебют в А професионална футболна група на 5 октомври 2013 г. на мача ПФК Ботев Пловдив – ПФК Нефтохимик проведен на стадион Христо Ботев (стадион, Пловдив) в Пловдив.
През 2018 година завършва успешно курс за съдийска специализация (UEFA CORE 38) на УЕФА в централата в гр. Нион (Швейцария).
От 2021 година е международен съдия на FIFA и UEFA.
Завършва висшето си образование във Великотърновски университет „Св. св. Кирил и Методий“, притежава докторска степен по педагогика. Син е на преподаватели от университета. Владее италиански, английски и испански език.